# Светий Андрія (Комижа)
Светий Андрія (хорв. Sveti Andrija) — населений пункт у Хорватії, в Сплітсько-Далматинській жупанії у складі міста Комижа.

## Населення
Населення за даними перепису 2011 року становило 0 осіб.
Динаміка чисельності населення поселення:

## Клімат
Середня річна температура становить 15,76 °C, середня максимальна – 26,18 °C, а середня мінімальна – 4,32 °C. Середня річна кількість опадів – 521 мм.
| Клімат поселення                              | Клімат поселення | Клімат поселення | Клімат поселення | Клімат поселення | Клімат поселення | Клімат поселення | Клімат поселення | Клімат поселення | Клімат поселення | Клімат поселення | Клімат поселення | Клімат поселення | Клімат поселення |
| Показник                                      | Січ.             | Лют.             | Бер.             | Квіт.            | Трав.            | Черв.            | Лип.             | Серп.            | Вер.             | Жовт.            | Лист.            | Груд.            |                  |
| Середній максимум, °C                         | 13,26            | 12,96            | 14,54            | 17,24            | 22,06            | 26,16            | 26,18            | 26,00            | 22,88            | 19,46            | 15,54            | 12,58            |                  |
| Середня температура, °C                       | 8,94             | 8,62             | 10,20            | 12,90            | 17,74            | 21,82            | 23,90            | 23,74            | 20,60            | 17,16            | 13,26            | 10,30            |                  |
| Середній мінімум, °C                          | 4,64             | 4,32             | 5,86             | 8,56             | 13,38            | 17,48            | 21,60            | 21,44            | 18,32            | 14,88            | 10,96            | 8,02             |                  |
| Норма опадів, мм                              | 48               | 40               | 44               | 41               | 33               | 31               | 18               | 32               | 51               | 58               | 67               | 58               |                  |
| Середньомісячна швидкість вітру, м/с          | 3.96             | 4.06             | 4.06             | 3.76             | 3.30             | 3.00             | 3.00             | 2.92             | 3.26             | 3.56             | 4.26             | 4.16             |                  |
| Середньомісячна сонячна радіація, кДж/м²·день | 5666             | 8475             | 12398            | 17074            | 21268            | 23966            | 25318            | 22011            | 16485            | 10820            | 6214             | 4812             |                  |
| --------------------------------------------- | ---------------- | ---------------- | ---------------- | ---------------- | ---------------- | ---------------- | ---------------- | ---------------- | ---------------- | ---------------- | ---------------- | ---------------- | ---------------- |
| Джерело:                                      |                  |                  |                  |                  |                  |                  |                  |                  |                  |                  |                  |                  |                  |